# LG Magna
Az LG Magna az LG érintőképernyős, Android operációs rendszerrel működő középkategóriás okostelefonja. A telefon dual SIM-kártyás változattal is elérhető volt  Magyarországon.

## Főbb paraméterek
- Processzor: Mediatek/MT6582/1.3 GHz Quad core
- Kijelző: 5,0 collos (1280x720)
- Kamera: 8 megapixeles elsődleges kamera, 5 megapixeles másodlagos kamera
- Akku: 2540 mAh
- Operációs rendszer: Android 5.0 Lollipop
- Méret: 139,7 x 69,8 x 10,2 mm
- Súly: 135 g
- Hálózat: 2G: 850/900/1800/1900 MHz, 3G: 900/2100 MHz, 4G: B3(1800) / B7(2600) / B8(900) / B20(800) MHz